# Roncus siculus
Espèce
Roncus siculus est une espèce de pseudoscorpions de la famille des Neobisiidae.

## Distribution
Cette espèce est endémique de Sicile en Italie. Elle se rencontre à Melilli dans la grotte Grotta Palombara.

## Publication originale
- Beier, 1963 : Sizilianische Pseudoscorpione. Bolletino Accademia Gioenia di Scienze Naturali in Catania, sér. 4, vol. 7, p. 253-263.